# Maitê Padilha
Maitê Pacheco de Castro Padilha (Juiz de Fora, 21 de dezembro de 2000) é uma atriz e cantora brasileira. Ficou conhecida ao interpretar Gaby Estrella, protagonista da série Gaby Estrella, do Gloob.

## Carreira
Ficou conhecida por protagonizar a série teen Gaby Estrella entre 2013 e 2015 para o Gloob.  Em 2017, protagonizou a primeira fase da novela bíblica O Rico e Lázaro como Joana, uma jovem órfã e pobre mas que se destaca por sua fé.  Maitê chegou a ser aprovada para integrar o elenco de Topíssima, mas com o adiamento da trama foi escalada para Jesus, sendo posteriormente substituída por Rafaela Sampaio.  Seu papel em Jesus, vivendo Gabriela, uma jovem apaixonada por sua família, foi o seu primeiro personagem fixo em novelas. Em 2018, fez sua estreia nos cinemas em Gaby Estrella: O Filme, revivendo a personagem título. Também fez integrou o elenco de Tudo por um Popstar, comédia baseada no livro de mesmo nome da escritora Thalita Rebouças, onde vive a patricinha Danielle; posteriormente, reprisou o papel na sequência do filme, lançada em 2024. Em 2019, fez parte do elenco de Vítimas Digitais como Érica, uma adolescente vítima de um vídeo gravado sem consentimento por uma pessoa próxima de sua família e que, após o ocorrido, vê sua vida desmantelar. 
Em 24 de agosto de 2021, foi anunciada como protagonista do filme Um Ano Inesquecível - Inverno, onde dá vida a Mabel. 
. O filme estreou em 2023 no catálogo do Prime Video. Maitê ainda reviveu a personagem numa participação em Um Ano Inesquecível - Verão e integrou o elenco da comédia sobrenatural Fervo.  Em 2024, pôde ser vista nos cinemas como Cristina, personagem do premiado longa de Walter Salles Ainda Estou Aqui. Em 2025, faz sua primeira participação em novelas da Globo como Alice, jovem que passa a rivalizar brevemente com Bia (Maisa Silva) por conta de Ronaldo (João Vitor Silva) em Garota do Momento, trama das 18h de Alessandra Poggi.

## Filmografia

### Televisão
| Ano     | Título                   | Personagem               | Notas                                    |
| ------- | ------------------------ | ------------------------ | ---------------------------------------- |
| 2013–15 | Gaby Estrella            | Gabriela Estrella (Gaby) |                                          |
| 2016    | Detetives do Prédio Azul | Gabriela Estrella (Gaby) | Episódio: "Gaby Estrella no Prédio Azul" |
| 2017    | O Rico e Lázaro          | Joana (jovem)            | Episódios: "13–15 de março"              |
| 2018–19 | Jesus                    | Gabriela                 |                                          |
| 2019    | Vítimas Digitais         | Érica Fernandes          |                                          |
| 2025    | Garota do Momento        | Alice                    | Episódios: "23 e 25 de janeiro"          |

### Cinema
| Ano  | Título                          | Personagem     |
| ---- | ------------------------------- | -------------- |
| 2018 | Gaby Estrella: O Filme          | Gaby Estrella  |
| 2018 | Tudo por um Popstar             | Danielle Assis |
| 2023 | Fervo                           | Luísa          |
| 2023 | Um Ano Inesquecível - Verão     | Mabel Fontes   |
| 2023 | Um Ano Inesquecível - Inverno   | Mabel Fontes   |
| 2024 | Tudo por um Popstar 2           | Danielle Assis |
| 2024 | Ainda Estou Aqui                | Cristina       |
| 2025 | A Última Casa no Topo da Colina | Rita           |

## Discografia
- Gaby Estrela (Trilha Sonora Original) — 2015
- Rico & o Lázaro (Trilha Sonora Original) — 2017
- Gaby Estrella: O Filme (Trilha Sonora) - 2018